# Amurska oblast
Amurska oblast je oblast u Rusiji. Nalazi se na Dalekom istoku.

## Guverneri
- 1991. — Albert Krivčenko
- 1993. — Aleksandar Surat
- 1993. — Vladimir Polevanov
- 1994. — Vladimir Djačenko
- 1996. — Jurij Ljaško
- 1997. — Anatolij Belonogov
- 2001. — Leonid Korotkov
- 2007. — Nikolaj Kolesov
- 2008. — Oleg Kožemijko
- 2015. — Aleksandar Kozlov
- 2018. — Vasil Orlov